# Santiago Armandola
Santiago Armandola ( Paraná, Entre Ríos, Argentina; 5 de noviembre de 1920-San José, Costa Rica; 7 de mayo de 2001) fue un futbolista argentino. Se desempeñaba como marcador central y su primer club fue Rosario Central.

## Carrera

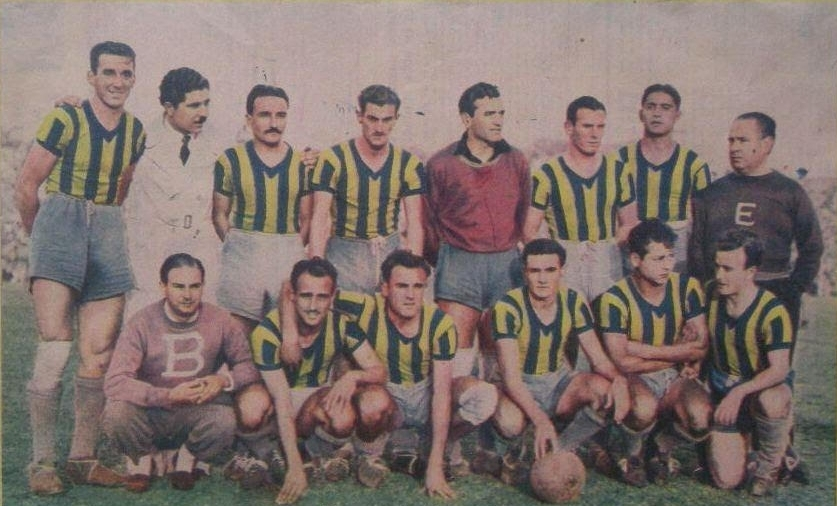
Rosario Central en 1946. Parados: Santiago Armándola, José Casalini, César Castagno, Roberto Quatrocchi, Alfredo Fógel, Lidoro Soria, Ángel Fernández Roca (DT); hincados: Ángel De Cicco, Benjamín Santos, Federico Geronis, Waldino Aguirre, Rubén Marracino.

Futbolista de gran porte físico, formó dupla de marcadores central en Rosario Central con Lidoro Soria, entre 1946 y 1948, disputando 81 partidos.
Luego jugó por River Plate y Quilmes, hasta que en 1951 se embarcó en una aventura a Perú junto con varios connacionales, integrando el equipo de Mariscal Sucre. Luego continuó por Ciclista Lima y al Club Atlético Chalaco, dejando una huella en el fútbol incaico de la época. Su último club fue San Antonio de Miraflores en la Segunda División del Perú. 
Una vez retirado, se afincó en Lima.y posteriormente emigró a Costa Rica, donde falleció.

## Clubes
| Club             | País      | Año       |
| ---------------- | --------- | --------- |
| Rosario Central  | Argentina | 1945-1948 |
| River Plate      | Argentina | 1949      |
| Quilmes          | Argentina | 1950      |
| Mariscal Sucre   | Perú      | 1951-1952 |
| Atlético Chalaco | Perú      | 1953      |
| Ciclista Lima    | Perú      | 1954-1958 |
| San Antonio      | Perú      | 1959      |